# Islamitische kunst
Islamitische kunst is kunst die veelal door moslims gemaakt wordt en een islamitisch thema kent. Het behelst artistieke productie in de periode van de Hidjra in 622 tot de negentiende eeuw en in een gebied dat zich uitstrekt van Spanje en Marokko in het westen tot Indonesië in het oosten.

## Kunstvormen en media
Voorbeelden van islamitische kunst zijn te vinden in uiteenlopende kunstvormen als beeldhouwkunst, schilderkunst, architectuur, kalligrafie en textielkunst. Bekende voorbeelden zijn mozaïeken en muurschilderingen, zoals in het Spaanse Alhambra.

## Aniconisme
Hoewel de Koran alleen een verbod op afgoderij bevat, komen voorstellingen van mensen of dieren maar beperkt voor. Dat komt waarschijnlijk door de vele hadith die wel een verbod kennen op het afbeelden van levende wezens. Het zogenoemde aniconisme is een van de kenmerken van islamitische kunst en leidt er bijvoorbeeld toe dat moskeeën zelden zijn versierd met voorstellingen van taferelen uit de Koran, maar vaak wel met gekalligrafeerde Koranteksten en geometrische patronen.
Er zijn echter uitzonderingen op dit aniconisme in de islamitische kunst. Voorbeelden zijn met name in de kunst van de Omajjaden, de Perzische kunst en de Ottomaanse kunst.

## Afbeeldingen

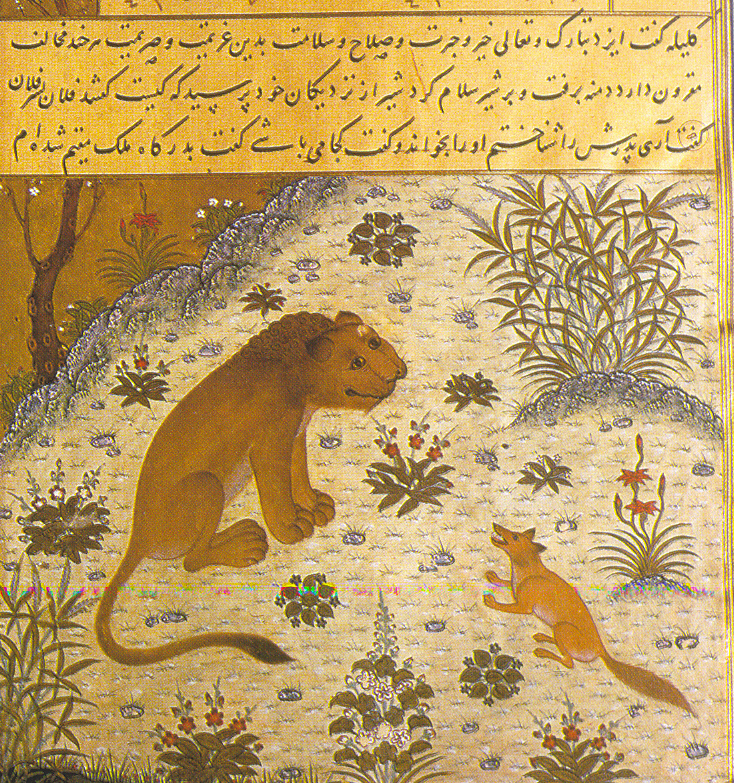
Kelileh va Demneh, manuscript uit het Topkapi-paleis in Istanboel
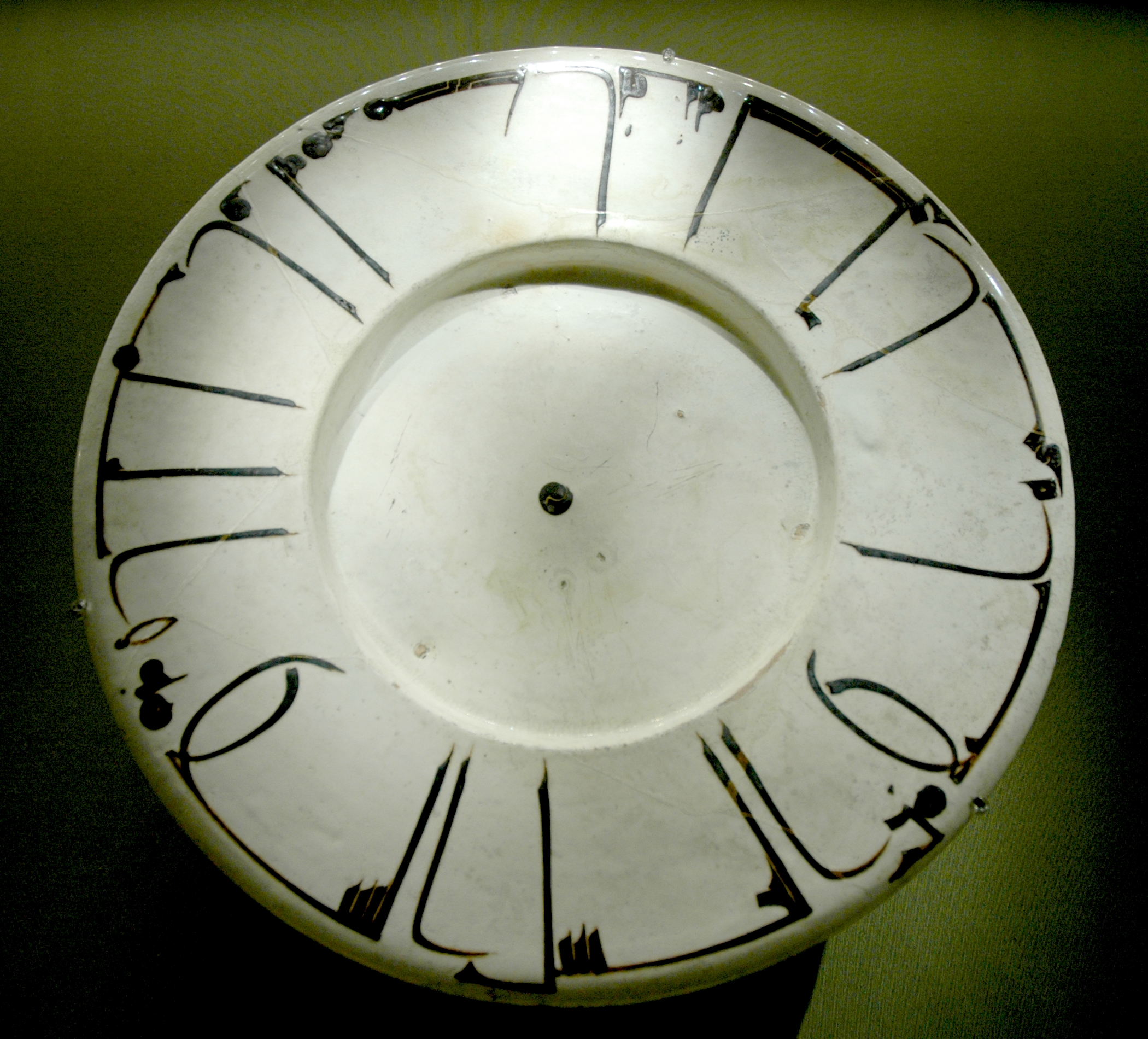
Bord met kalligrafische versiering
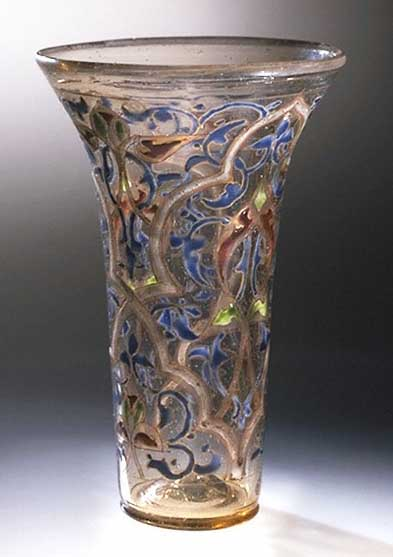
14e-eeuws glaswerk uit Syrië or Egypte
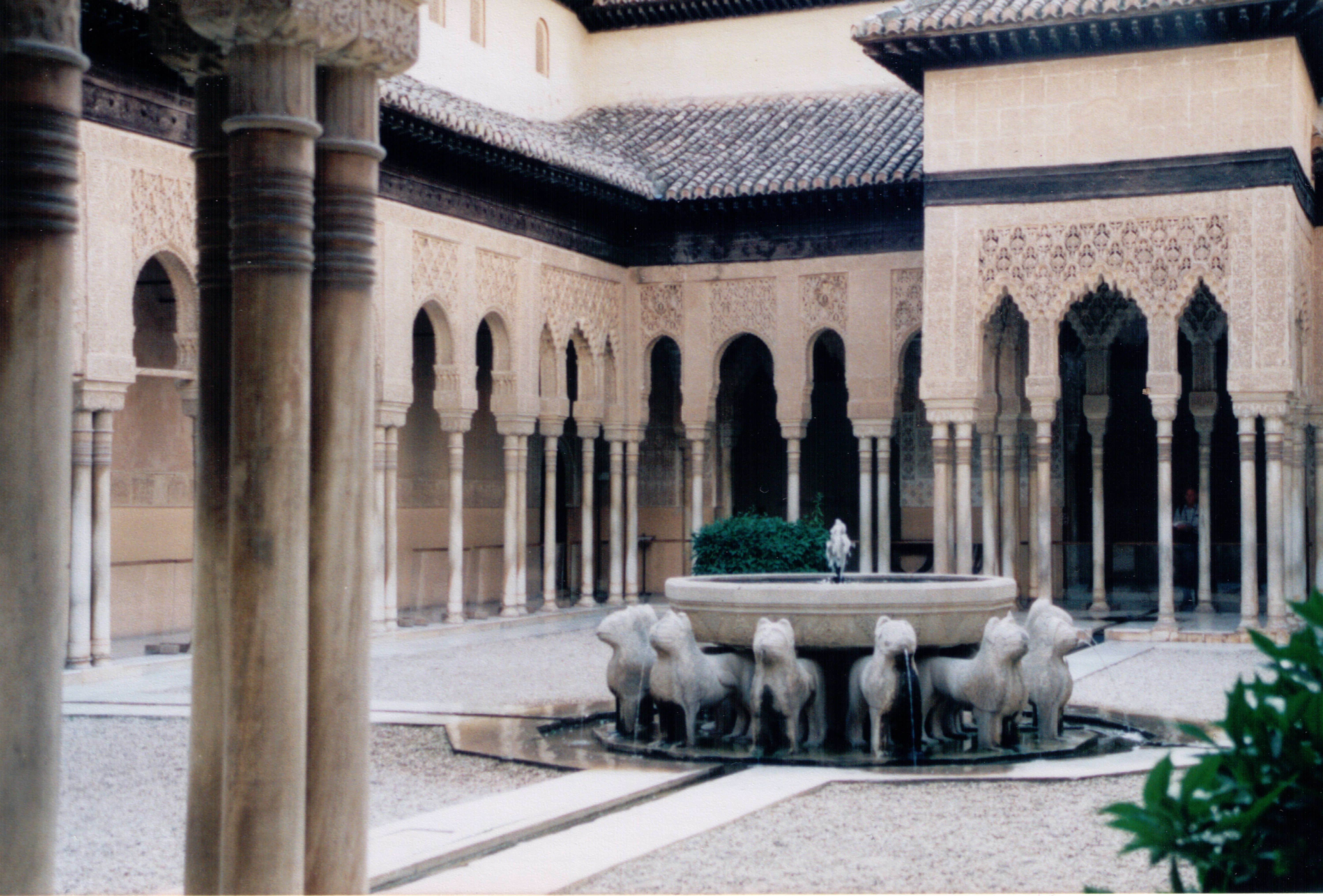
Leeuwenfontein in het Alhambra in Granada
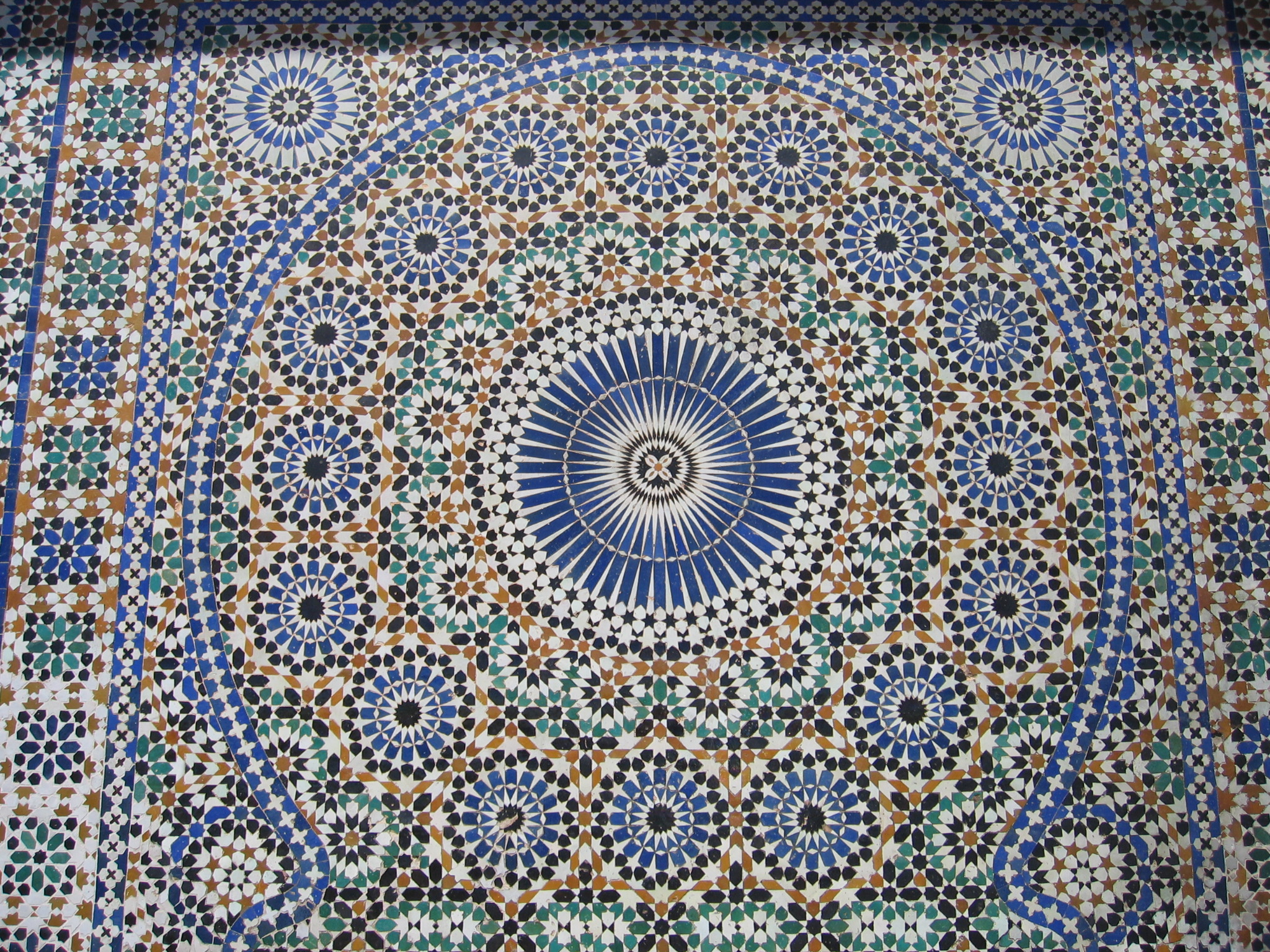
Mozaïek in Meknes